# Административно деление на Таджикистан
Към 1 януари 2019 г. в административно-териториално отношение Таджикистан се дели на:
- области – 3 броя, в т.ч. 1 автономна област (Согдийска област, Хатлонска област и Горнобадахшанска автономна област);
- административни райони – 55 броя, в т.ч. 13 района с републиканско подчинение;
- градове – 1 броя, в т.ч. 1 град с републиканско подчинение (Душанбе) и 17 града с областно подчинение
- градски райони – 4 броя;
- селища от градски тип – 57 броя.

## Административно-териториално деление
| Админ. единица                      | Админ. център | Население (1.1.2019) | Площ (km²) | Админ. райони | Градове | С репуб- ликанско подчинение | С областно подчинение | С районно подчинение | Градски райони | Селища от градски тип |
| ----------------------------------- | ------------- | -------------------- | ---------- | ------------- | ------- | ---------------------------- | --------------------- | -------------------- | -------------- | --------------------- |
| 5.Душанбе                           |               | 1001700              | 127        | -             | 1       | 1                            | -                     | -                    | 4              | -                     |
| 1.Согдийска област                  | Ходжент       | 2508500              | 25400      | 14            | 8       | -                            | 8                     | -                    | -              | 23                    |
| 2.Райони с републиканско подчинение | Душанбе       | 1971600              | 28600      | 13            | 4       | -                            | 4                     | -                    | -              | 13                    |
| 3.Хатлонска област                  | Бохтар        | 3048200              | 24600      | 21            | 4       | -                            | 4                     | -                    | -              | 21                    |
| 4.Горнобадахшанска автономна област | Хорог         | 216900               | 64100      | 7             | 1       | -                            | 1                     | -                    | -              | -                     |
| Таджикистан – общо                  | Душанбе       | 8746900              | 141400     | 55            | 18      | 1                            | 17                    | -                    | 4              | 57                    |

## Историческа справка
| Уралска област       | Тургайска област      |
| Акмолинска област    | Семепалатинска област |
| Седмореченска област | Сърдаринска област    |
| Самаркандска област  | Ферганска област      |
| Хивинско ханство     | Бухарски емират       |
| Закаспийска област   |                       |

### Руска империя
В края на съществуването на Руската империя съвременната територия на Таджикистан влизала в състава на Бухарския емират, Самаркандска и Ферганска области на Туркестанското генерал-губернаторство на Руската империя.

### Съветски период
През 1918 г. в състава на РСФСР е образувана Туркестанската Съветска Федеративна Република с център в Ташкент, като в нея влиза северната и източната част на днешен Таджикистан. През 1920 г. Туркестанската СФР е преобразувана в Туркестанска АССР. На 2 септември 1920 г. Бухарският емират е ликвидиран, на неговата територия е провъзгласена Бухарската Народна Съветска Република и в нейния състав влиза централните, южни и югоизточни части на Таджикистан.
- На 14 октомври 1924 г. е образувана Таджикската АССРв състава на Узбекската ССР. В нея влизали 6 области (вилаети)[1]: Ура-Тюбински, Пенджикентски, Дюшамбински, Гармски, Курган-Тюбински и Кулабски, а от 2 януари 1925 г. Автономната Горнобадахшанска област[2].
- На 2 януари 1925 г. е образувана Автономната Борнобадахшанска област с център в Хорог в състава на Таджикската АССР[3].
- На 10 май 1929 г. Ходженски окръг е прехвърлен от Узбекската ССР в състава на Таджикската АССР.
- На 16 октомври 1929 г. Таджикската АССР е преобразувана в Таджикска ССР, град Душамбе е преименуван на Сталинабад, а преди това, в средата на годината областите (вилаетите) са преобразувани в окръзи.
- На 5 декември 1929 г. Таджикската ССР влиза в състава на СССР.
- На 27 октомври 1939 окръзите са закрити (с изключение на Автономната Борнобадахшанска област) и на тяхно място са създадени 4 области: Ленинабадска (бивши окръзи Ура-Тюбински, Пенджикентски и Ходженски), Сталинабадска (бивши окръзи Душамбински и Курган-Тюбински), Кулябска и Гармска.
- На 14 декември 1941 г. Автономната Горнобадахшанска област е преименувана в Горнобадахшанска автономна област.
- На 7 януари 1944 г. от части на Сталинабадска и Кулябска област е образувана Курган-Тюбинска област.
- На 19 януари 1945 г. от части на Ленинабадска област е създадена Ура-Тюбинска област.
- На 27 януари 1947 г. Курган-Тюбинска и Ура-Тюбинска област са закрити и техните райони са включени в съставите на Сталинабадска, Кулябска и Лененабадска области.
- На 10 април 1951 г. Сталинабадска област е закрита и нейните административни райони преминават под пряко републиканско подчинение.
- На 24 август 1955 г. са закрити Кулябска и Гармска области и техните административни райони преминават под пряко републиканско подчинение.
- На 10 ноември 1961 г. на град Сталинабад е върнато старото име Душанбе.
- На 28 март 1962 г. Ленинабадска област е закрита и нейните административни райони преминават под пряко републиканско подчинение.
- На 23 декември 1970 г. Ленинабадска област е възстановена в старите си граници.
- На 29 декември 1973 г. Кулябска област е възстановена в старите си граници.
- На 4 април 1977 Курган-Тюбинска област е възстановена в старите си граници.
- На 8 септември 1988 г. Кулябска и Курган-Тюбинска област са обединени в Хатлонска област.
- На 24 януари 1990 г. Хатлонска област е закрита и отново са възстановени Кулябска и Курган-Тюбинска области.
- На 26 февруари 1991 г. на град Ленинабад е върнато старото име Ходжент.
- На 9 септември 1991 г. е провъзгласена независимостта на Таджикистан от СССР.

### Постсъветски период
- На 2 декември 1992 г. Кулябска и Курган-Тюбинска област за 2-ри път са обединени в Хатлонска област.
- На 11 ноември 2000 г. Ленинабадска област е преименувана на Согдийско област.